# La Remaudière
La Remaudière é uma comuna francesa na região administrativa da Pays de la Loire, no departamento de Loire-Atlantique. Estende-se por uma área de 12,98 km². Em 2010 a comuna tinha 1 300 habitantes (densidade: 100,2 hab./km²).